# SC Bad Königshofen
Der Schachclub 1957 Bad Königshofen e.V. ist ein Schachverein mit Sitz im unterfränkischen Bad Königshofen im Grabfeld. Er spielt in der Schachbundesliga der Frauen und ist dreimaliger deutscher Meister.

## Geschichte
Der Verein stieg 2008 in die Schachbundesliga der Frauen auf. Hauptsponsor des Vereins ist die in Bad Königshofen ansässige Weigand Bau GmbH. In der Saison 2013/14 wurde der Verein erstmals deutscher Meister der Frauen. Diesen Erfolg konnte man 2018/19 wiederholen und den Titel 2019/21 verteidigen. In der Spielzeit 2022/23 trug der Verein die letzten drei Spieltage der Frauenbundesliga als zentrale Endrunde im Großen Kursaal der Frankentherme aus. Diese fand 2024 erneut in Bad Königshofen statt.

## Bekannte Spielerinnen
- GM Olga Girja
- GM Walentina Gunina
- GM Elisabeth Pähtz
- GM Marie Sebag
- GM Hoàng Thanh Trang
- GM Zhao Xue
- IM Susanna Gabojan
- IM Lilit Mkrttschjan
- IM Nazi Paikidze
- IM Tania Sachdev
- IM Anastassija Sawina
- IM Polina Schuwalowa
- WGM Anna Burtassowa
- WGM Josefine Heinemann
- WGM Hanna Marie Klek
- WGM Tatjana Melamed
- WGM Kateřina Němcová
- WGM Irina Sakurdjajewa
- WGM Jana Schneider
- WGM Betül Cemre Yıldız Kadıoğlu
- WIM Filiz Osmanodja
- WIM Maria Schöne